# Néon
O néon (português europeu) ou neônio (português brasileiro)  é um elemento químico de símbolo Ne, número atômico 10 (10 prótons e 10 elétrons) com massa atômica 20 u. É um gás nobre incolor, praticamente inerte, presente em pequena quantidade no ar atmosférico, porém muito abundante no Universo, que proporciona um tom arroxeado característico à luz das lâmpadas de descarga elétrica ou lâmpadas néon nas quais o gás é empregado. A substância é obtida tecnicamente pela destilação fracionada do ar líquido. Uma vez que o ar é a sua única fonte, é consideravelmente mais caro que o hélio. É também usado em tubos luminosos, em sinalização e em fins publicitários. A lâmpada néon é um componente eletrônico usado em osciladores de relaxação, circuitos de disparo elétrico e lâmpadas estroboscópicas.

## História
O néon (do grego néos = novo) foi descoberto em 1898 pelos químicos ingleses William Ramsay (1852-1916) e Morris Travers (1872-1961) em Londres. Foi descoberto quando Ramsay, via a destilação fracionada, via a refrigeração de  uma amostra retirada da atmosfera até que se tornou um líquido, em seguida, o líquido foi aquecido e Ramsay capturou os gases quando era fervido. Os gases encontrados foram o criptônio, xenônio e o Néon. A cor vermelha brilhante, que é emitida pelo néon gasoso foi notado imediatamente, sendo que Travers escreveu mais tarde: "A chama da luz vermelha do tubo contou sua própria história".
O desenvolvimento etimológico na época teve a sugestão de seu filho Willie, de treze anos que sugeriu-lhe que o chamasse de novum, da palavra latina para novo, porém Ramsey, considerou que o nome neon, de raíz grega, soaria melhor na língua inglesa e adotou-o.
A escassez do Néon impediu a sua aplicação imediata para iluminação ao longo das linhas dos Tubos de Moore, que usavam nitrogênio e que eram comercializados no início dos anos 1900s. Depois de 1902, a companhia de Georges Claude's, Air Liquide, estava produzindo quantidades industriais de néon como um subproduto de seu negócio de liquefação do ar, e em dezembro de 1910 Claude demonstrou a moderna iluminação de néon, baseada num tubo selado contendo esse gás. Em 1912, o sócio de Claude começou a vender tubos de descarga de néon como letreiros publicitários. Eles foram introduzidos nos Estados Unidos em 1923, quando dois grandes letreiros de néon foram comprados por uma concessionária de carros de Los Angeles. O brilho e a cor vermelha chamativa fizeram dos letreiros de neon algo completamente diferentes dos usados pelos competidores.
Néon desempenhou um papel importante na compreensão básica da natureza dos átomos em 1913, quando J. J. Thomson, como parte de sua pesquisa a respeito da composição dos raios anódicos, canalizou raios de íons de néon através de campos magnéticos e elétricos e mediu suas deflexões colocando uma placa fotográfica no seu trajeto. Thomson observou dois separados caminhos de luz na placa fotográfica, o que sugeria duas diferentes parábolas de deflexão. Thomson chegou à conclusão de que alguns dos átomos do gás néon eram de maior massa do que os outros. Embora isto não tenha sido entendido no tempo de Thomson, esta foi a primeira descoberta de isótopos de átomos estáveis. Isto foi realizado utilizando uma versão rústica de um instrumentos que agora se chama espectrômetro de massa.

## Características principais
É o segundo gás nobre mais leve, apresentando um poder de refrigeração, por unidade de volume, 40 vezes maior que o do hélio líquido e três vezes maior que o do hidrogênio líquido. Apesar de mais caro, o uso de néon líquido para refrigeração (Criogenia) é mais econômico que o do hélio, em razão da sua eficiência, na maioria das aplicações.
- Peso atómico: 20,183 uma
- Ponto de ebulição: 27,1 K (–246 °C)
- Ponto de fusão: 24,56 K (–248,6 °C)
- Densidade: 1,20 g/ml (1,204 g/cm³ a –246 °C)

Por apresentar reatividade inexistente, sendo um gás praticamente inerte, o néon não é metabolizado ao ser inalado. Assim, embora não seja propriamente tóxico, pode levar à asfixia se respirado em concentração suficientemente elevada.

## Aplicações

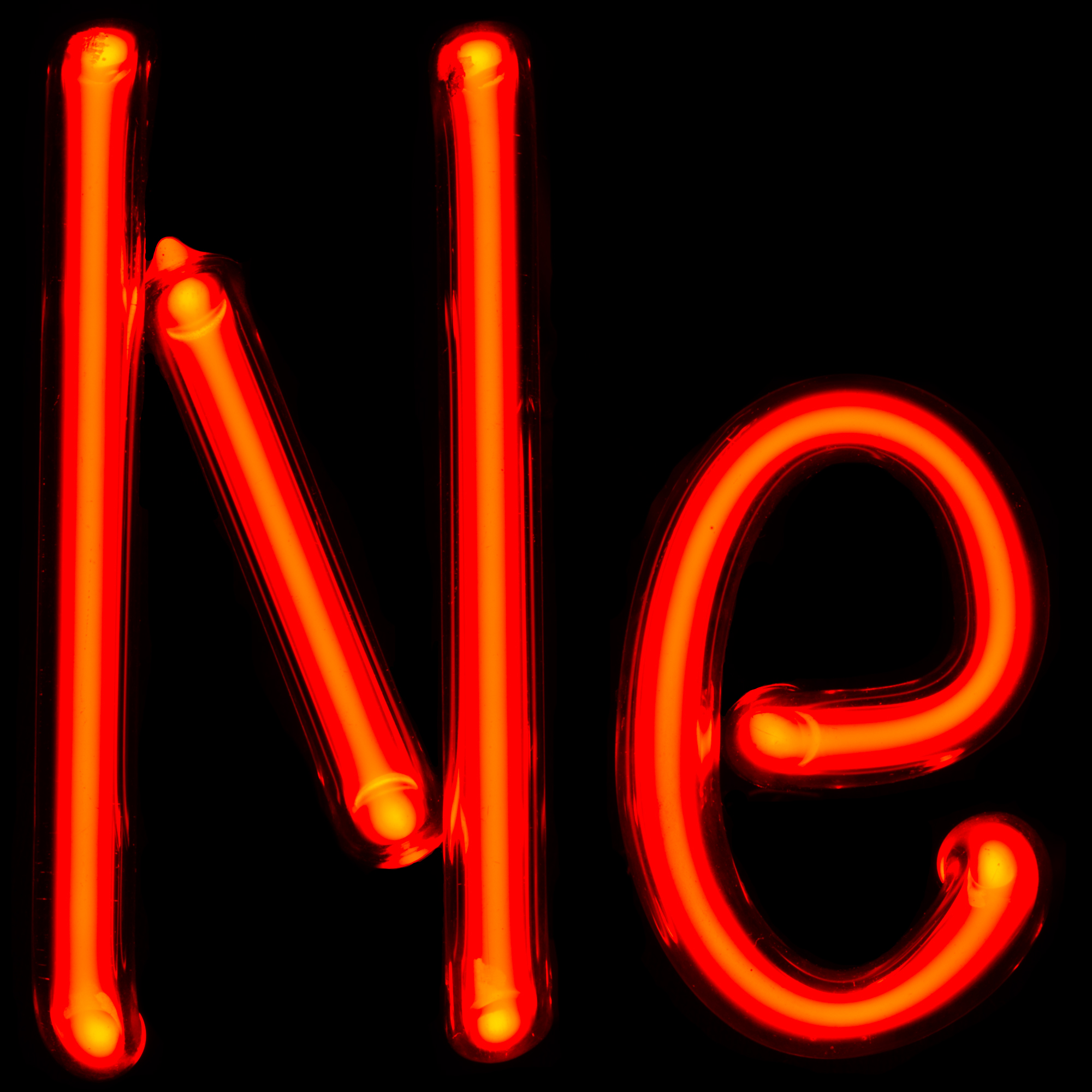
Tubo de neon.

O tom roxo-alaranjado da luz emitida pelos tubos de néon é usado profusamente para a fabricação de indicadores publicitários. Também recebem a denominação de tubos de néon outros de cores distintas que, na realidade, contêm gases diferentes.
Outros usos do néon são:
- Indicadores de presença de alta tensão elétrica e radiofrequências;
- Telas e tubos de televisão com diferentes finalidades;
- Competindo em aplicações com o gás argônio, por sua fácil ionização quando sujeito a um campo elétrico;
- Junto com o hélio é responsável pelo funcionamento de um tipo de laser a gás, o laser HeNe, com luz vermelha, tem sua emissão espectral em 632,8 nm;
- O néon líquido é comercializado como refrigerante criogénico;
- Fonte luminosa para leitores de códigos de barras em lojas comerciais;

Tanto o néon gasoso, como o líquido são relativamente caros. O néon líquido pode custar, em pequenas quantidades, até 55 vezes mais caro que o Hélio.  Isto é causado sua raridade, já que, ao contrário do Hélio, é obtido somente a partir do ar.

## Abundância e obtenção
Néon é abundante em uma escala universal, sendo o quinto elemento químico mais abundante por massa no Universo, atrás do hidrogênio, hélio, oxigênio, e carbono. Sua relativa raridade na Terra, como a do hélio, deve-se à sua relativa leveza, alta pressão de vapor a temperaturas muito baixas, e inércia química, todas propriedades que tendem o impedem de ficar preso no gás de condensação e nuvens de poeira, que resultou na formação de planetas sólido pequenos e quentes, como a Terra.
O néon se encontra usualmente na forma de gás monoatômico, tornando-o mais leve do que as moléculas de nitrogênio e oxigênio diatômico que formam a maior parte da atmosfera da Terra, um balão cheio de neon vai subir no ar, embora mais lentamente do que um balão de hélio.
A abundância em termos de massa no Universo é de cerca de 1 parte in 750 e no Sol e presumivelmente na nebulosa proto-solar, aproximadamente 1 parte em 600.
Néon é raro na Terra, encontrado na atmosfera terrestre a 1 parte em 65 000 (15,4 ppm) considerando volume ou 1 parte em 83 000 (12 ppm) considerando massa. Sendo obtido em escala industrial pela destilação fracionada do ar. O processo se baseia no resfriamento do ar e destilação do líquido criogênico resultante.

## Compostos
O neônio é o elemento menos reativo de toda a tabela periódica, embora seja apenas um pouco menos do que o hélio. Ele é um átomo praticamente inerte, não forma espontaneamente ligações químicas com nenhum elemento, nem consigo mesmo, exceto em condições muito específicas e extremas. Alguns ions como Ne+, (NeAr)+, (NeH)+ e (HeNe+) têm sido observados em investigações espectrométricas de massa e ópticos, porém geralmente são instáveis e muito fracamente ligados, de forma que não há a possibilidade de obtê-los como compostos em fase condensada. Entretanto, sabe-se que o néon forma um hidrato sólido instável em água a altas pressões, porém não há ligações químicas entre o Ne e as moléculas de água, portanto esse hidrato não é um composto químico verdadeiro.
No ano de 2020 , foi detectada uma estrutura química na qual foi formada uma ligação Ne–B estável entre o neônio e uma estrutura de cluster icosaédrico aniônico de boro contendo grupos cianeto, uma estrutura relativamente inerte e estericamente impedida. Essa espécie química foi obtida por meio de bombardeamento de elétrons sobre o ânion [B12(CN)12]2- na fase gasosa na presença de Ne gasoso, seguida do resfriamento da mistura abaixo de -223°C (50 K). Essa reação criou uma espécie aniônica contendo o neônio ligado fracamente por ligação coordenada a um átomo de boro, de estrutura [B12(CN)11Ne]-. O bombardeio de elétrons causou a remoção de um dos grupos cianeto do cluster, deixando na estrutura resultante um átomo de boro altamente eletrofílico e com o octeto incompleto, o qual, nos experimentos, mostrou-se um ácido de Lewis tão forte que foi capaz de formar ligações estáveis com átomos de gases nobres como xenônio, criptônio e argônio à temperatura ambiente, e também o neônio abaixo de 50K. Esta foi de fato a primeira espécie química contendo uma ligação química inequivocamente estável do neônio com outro elemento (em vez de ser apenas uma espécie transiente), ainda que a baixa temperatura. No entanto, embora aparente ser uma estrutura estável, o ânion de cluster de boro contendo neônio ainda não foi obtido como um sal isolável, devido à dificuldade em obter a espécie super-eletrofílica [B12(CN)11]- fora de um espectrômetro de massa. É teoricamente possível que esse íon contendo Ne possa ser isolado como um composto na forma de sais com cátions grandes, como por exemplo o tetrabutilamônio, e estima-se que outros clusters de boro semelhantes contendo outros grupos substituintes mais fortemente retirantes de elétrons (como -BO ou -OBO no lugar do -CN) possam gerar espécies químicas mais estáveis contendo Ne ou até mesmo ligar-se ao hélio.

## Isótopos
Existem três isótopos estáveis, Ne-20 (90,48%), Ne-21 (0,27%) e Ne-22 (9,25%). O Ne-21 e Ne-22 são obtidos principalmente por emissão neutrônica e desintegração α do Mg -24 e Mg-25, respectivamente, e suas variações são bem conhecidas. No caso do Ne-20 ainda existem dúvidas quanto ao mecanismo de formação. De maneira semelhante ao xénon, o néon das amostras de gases vulcânicos apresenta um enriquecimento de Ne-20 assim como Ne-21 cosmogénico. Igualmente têm-se encontrado quantidades elevadas de Ne-20 em diamantes, o que indica a provável existência de reservatórios de néon solar na Terra.